# Mártires de Otranto
Os Mártires de Otranto são um grupo de 813 italianos assassinados durante o cerco dos otomanos em 1480, na cidade de Otranto, e que foram canonizados no dia 12 de maio de 2013 pelo Papa Francisco.
Depois da conquista de Constantinopla em 1453, o Império Otomano tinha como objetivo a expansão na Itália meridional. Por isto, em 28 de julho de 1480, uma esquadra com 140 navios e 15 mil homens desembarcou em Otranto, que na época era um vilarejo que não passava de 6 mil habitantes. O plano consistia em iniciar a conquista pela Itália meridional, naquele momento a cidade estava indefesa, já que o exército aragonês estava empenhado em lutas na Toscana. Os habitantes da cidade recusaram a rendição e esta ficou sob bombardeio até o dia 12 de agosto, quando caiu, os otomanos então a saquearam, profanaram a Catedral e assassinaram o bispo Stefano, todos os cônegos, clérigos e leigos que ali se refugiaram.
No dia seguinte, o comandante da esquadra Gedik Achmed Paciá, cristão libanês convertido ao islamismo, obrigou a todos os homens acima de 15 anos de idade - cerca de oitocentos, fossem conduzidos ao acampamento turco e obrigados a negar a sua fé. A resposta foi dada prontamente em nome de todos pelo leigo Antônio Primaldo, que disse: "Nós acreditamos em Jesus Cristo Filho de Deus, em quem somos salvos. Preferimos morrer mil vezes do que O negar e de nos tornarmos mulçumanos"".
Diante da recusa Pasciá determinou a morte dos oitocentos que foram decapitados e tiveram os seus corpos dilacerados. Durante um ano os cadáveres ficaram expostos no local do martírio, na colina chamada dos mártires, até serem encontrados em maio de 1481, pelas tropas aragonesas que regressaram para libertar Otranto dos otomanos. Os seus restos mortais foram colocados na igreja ao lado, na fonte da Minerva, e depois transferidos para a catedral, alguns desses corpos, por desejo de Afonso de Aragão foram levados para Nápoles.
Segundo o cardeal Angelo Amato, sob o ponto de vista religioso "o comportamento desses 800 homens é um exemplo extraordinário de solidez cristã, de defesa da própria identidade batismal e é também um brado de liberdade de consciência humilhada pela negação dos direitos humanos fundamentais."